# 沉淪 (郁達夫)
短篇小說《沉淪》，為中國近代小說家郁達夫最有名的作品之一，講述了一個日本留學生的性苦悶以及對國家懦弱的悲哀。此短篇小說以郁達夫自身為藍本，帶有日本私小說風格。
1921年5月9日，《沉沦》定稿。同年10月，出版同名短篇小说集《沉沦》。清朝末年，一名青年人东渡日本求学，周遭的人虽然待他没有异常，但因怀抱身为中国人的自卑感，自为是身为“弱国子民”，暗自怀疑别人心中对他有歧视。思想压抑，逐渐沉沦下去。因为对前途迷惘，产生忧郁症，跳海自杀。故事主角自称支那人。

## 內容
一名性格相當矛盾的日本留學生因為其早熟的性情而與別人疏離，經常獨來獨往。雖然他偶爾會渴望能與別人恢復關係，不久後卻又暗暗恨怨他們冷漠，故不時想「復他們的仇」。在情慾方面，留學生礙於其怯懦而不能與女性溝通。在慾念下，他經常「犯罪」，又偷窺主人女兒洗澡。被揭發後留學生搬進了山上梅園，再不敢回去。一次，忍無可忍之下，留學生到了一家大莊子，內有妓女。受好勝心的驅動，留學生進入了去，卻意識自己的身份已招妓女討厭，醉後醒來，感慨祖國的軟弱，令他處處碰壁。

## 外部連結
- 李歐梵：〈引来的浪漫主义：重读郁达夫《沉沦》中的三篇小说 （页面存档备份，存于）〉。
- 沉淪 - 古腾堡计划